# Micurà de Rü
Micurà de Rü, vero nome Nicolò o Nikolaus Bacher (San Cassiano, 4 dicembre 1789 – Wilten, 29 marzo 1847), è stato un presbitero e linguista austriaco di madrelingua ladina.

## Biografia
Nicolò o Nikolaus Bacher nacque nella vila Rü di San Cassiano, oggi nel comune di Badia, in Alto Adige.
Proveniente da una famiglia ladina, ultimo di quattro figli, studiò teologia e fu ordinato sacerdote a Salisburgo il 28 agosto 1814. Fu cappellano militare, educatore ed insegnante di storia naturale all'Imperial Regia Scuola Militare di Milano. Fu anche lettore di lingua italiana all'università di Innsbruck.
Molto legato alle sue origini, fu colui che stese, nel 1833, la prima grammatica della lingua ladina, Versuch einer deütsch-ladinischen Sprachlehre (Tentativo di una grammatica tedesco-ladina), scritta nell'ottica di unificare i diversi dialetti delle varie vallate.
A lui è intitolato l'Istituto Ladino "Micurà de Rü", nato nel 1976 per la tutela e la diffusione della lingua e cultura ladina e che ha la sua sede principale a San Martino in Badia.